# Chlumetia polymorpha
Chlumetia polymorpha là một loài bướm đêm trong họ Noctuidae.